# 시중 (신라)
시중은 신라의 관직이다. 당나라의 문하시중을 본따 만든 직책이며 원래 651년 진덕여왕 시절에 처음 시행된 관직이다. 당나라의 시중은 내각의 수상격이었으나 신라의 시중은 진골 귀족의 대표자인 상대등을 견제하기 위해 만든 직책이었다. 원래 이름은 중시(中侍)였으나 747년 경덕왕 시절에 집사부(執事部)의 장관의 관직으로서 시중으로 이름이 바뀌었다. 681년 신문왕 즉위년에 김흠돌의 난을 평정하는 과정에서 진골 귀족을 대거 숙청하면서 상대등의 기능을 약화시켰으며, 왕명 출납, 왕의 심부름 등을 담당하던 중시, 즉 시중의 권한을 강화하였다.

## 역대 시중
《삼국사기》에 기록된 집사를 역임한 인물의 명단은 다음과 같다.
- 죽지(竹旨): 파진찬으로서 진덕왕 5년에 집사중시가 됨. 최초의 중시(시중).
- 문충(文忠): 태종무열왕 2년(655년)에 중시가 됨.
- 문왕(文王): 동왕 5년(658년) 봄 정월에 원래의 중시 문충을 이찬으로 옮기고, 중시의 자리는 문왕이 맡았다.
- 문훈(文訓): 이찬으로서 문무왕 2년(662년)에 중시가 되었다.
- 진복(眞福): 선대 중시인 문훈이 나이가 많아 동왕 5년(665년) 봄 2월에 물러나고 뒤를 이어 중시가 되었다.(문훈은 문무왕 7년인 667년 12월에 사망)
- 지경(智鏡): 동왕 8년(668년) 파진찬으로서 중시로 임명되었다.
- 예원(禮元): 동왕 11년(671년) 봄 정월에 중시로 임명되었다. 당시 관등은 이찬.
- 천광(天光): 동왕 13년(673년) 8월에 파진찬으로서 중시로 임명되었다.
- 춘장(春長): 동왕 18년(678년) 3월에 중시가 되었으나 이듬해 병으로 그만두었다. 관등은 대아찬.
- 천존(天存): 병으로 그만둔 선대 중시 춘장을 이어 동왕 19년(679년) 봄 정월에 서불한으로서 중시가 되었다.
- 순지(順知): 신문왕 3년(683) 봄 2월에 중시로 임명되었다.
- 대장(大莊)[1]: 동왕 6년(686년) 봄 정월에 중시가 되었고 2년만에 죽었다. 관등은 이찬.
- 원사(元師): 동왕 8년(688년) 봄 정월에 죽은 대장의 뒤를 이어, 이찬으로서 중시가 되었다. 그도 2년만에 병으로 물러났다.
- 선원(仙元): 관등은 아찬. 동왕 10년(690년) 봄 2월에 원사의 후임으로 중시가 되었다.
- 원선(元宣): 효소왕 원년(692년) 8월에 대아찬으로서 중시가 되었다. 원선은 3년 뒤인 695년에 노환으로 물러났다.
- 당원(幢元): 이찬으로서 동왕 5년(696년) 봄 정월에 중시가 되었다.
- 순원(順元): 노환으로 물러난 당원의 후임으로 동왕 7년(698년) 2월에 중시가 되었다. 관등은 대아찬. 동왕 9년(700년) 여름 5월에 이찬 경영(慶永)의 모반에 연루되어 파면당했다.
- 원훈(元訓): 성덕왕 원년(702년)에 아찬으로서 중시가 되었다.
- 원문(元文): 동왕 2년(703년) 가을에 관직에서 물러난 중시 원훈의 후임으로 중시가 되었다. 관등은 아찬. 2년만인 705년에 사망.
- 신정(信貞): 사망한 선대 원문의 후임으로 동왕 4년(705년) 중시로 임명되었다. 1년만에 병으로 면직됨. 관등은 아찬이다.
- 문량(文良): 동왕 5년(706년) 8월에 신정의 후임으로 중시가 되었다. 5년 뒤인 동왕 10년(711년)에 사망.
- 위문(魏文): 동왕 11년(712년) 봄 3월에 이찬으로서 중시가 되었다. 그러나 이듬해(713년) 겨울 10월에 연로함을 이유로 물러나기를 청했고 이는 수락되었다.
- 효정(孝貞): 동왕 13년(714년) 봄 정월에 중시로 삼았다. 관등은 이찬.
- 사공(思恭): 동왕 17년(718년) 봄 정월에 중시 효정이 관직에서 물러났으므로 파진찬으로서 중시가 되었다. 2년 뒤에 관직에서 물러남.
- 문림(文林): 동왕 19년(720년) 중시 사공의 후임으로 중시가 되었다. 관등은 파진찬. 2년 뒤에 죽었다.
- 선종(宣宗): 동왕 21년(722년) 봄 정월에 문림의 후임으로 중시가 되었다. 관등은 이찬.
- 윤충(允忠): 김유신의 손자로 동왕 24년(725년) 여름 4월에 중시 선종이 물러나고 그 뒤를 이어 이찬으로서 중시가 되었다.
- 의충(義忠): 관등은 아찬으로 효성왕 원년(737년) 중시가 되었다. 2년 뒤인 739년에 죽음.
- 신충(信忠): 동왕 3년(739년)에 중시가 되었다. 관등은 이찬.
- 유정(惟正): 경덕왕 3년(744년) 봄 정월에 이찬으로서 중시가 되었다. 유정은 1년만에 물러났다.
- 대정(大正): 동왕 4년(745년) 5월에 유정의 후임으로 중시가 되었다. 관등은 이찬.
- 조량(朝良): 동왕 9년(750년) 봄 정월에 대정이 관직에서 물러났으므로, 그 후임으로 이찬으로서 시중(侍中)[2]이 되었다.
- 김기(金耆): 이찬으로서 동왕 14년(755년)에 시중이 되었다. 3년 뒤 사망.
- 염상(廉相): 동왕 17년(758년) 봄 정월에 시중 김기가 죽자 그 뒤를 이어 시중으로 임명됨. 2년 만에 물러났다. 이후 모반을 꾀하다 처형당함.
- 김옹(金邕): 동왕 19년(760년) 여름 4월에 시중 염상이 관직에서 물러났으므로 이찬으로서 시중으로 임명되었으며, 3년만인 22년(763년) 가을 8월에 상대등 신충(信忠)과 함께 나란히 관직에서 물러났음.
- 양상(良相): 동왕 23년(764년) 봄 정월에 시중으로 임명되었다. 훗날 선덕왕으로 즉위.
- 김은거(金隱居): 혜공왕 4년(768년) 겨울 10월에 이찬으로서 시중으로 임명됨. 동왕 11년(775년) 여름 6월에 반란을 일으켰다가 처형당했다.
- 정문(正門): 동왕 6년(770년) 12월에 시중 은거가 관직에서 물러나고 그 후임으로 시중으로 임명되었다. 관등은 이찬. 동왕 11년(775년)까지 시중으로 있었다. 이 해 가을 8월에 전임 시중 염상과 모반하다가 처형당했다.
- 김순(金順): 동왕 11년(775년) 3월에 이찬으로서 시중으로 임명되었다.
- 주원(周元): 태종 무열왕의 5대 손. 동왕 13년(777년) 겨울 10월에 이찬으로서 시중으로 임명되었다.
- 제공(悌恭): 관등은 이찬. 원성왕 원년(785년) 시중으로 삼았다.
- 종기(宗基): 동왕 6년(790년) 봄 정월에 시중으로 임명되었다. 이듬해에 관직을 그만두고 물러남.
- 준옹(俊邕): 원성왕의 적손으로 동왕 7년(791년) 시중 종기의 후임으로 시중이 되었으나 이듬해에 병으로 면직되었다. 관등은 대아찬. 훗날 소성왕으로 즉위.
- 숭빈(崇斌): 관등은 이찬. 시중 준옹이 병으로 관직을 그만두었으므로 동왕 7년(791년) 시중으로 임명되었다. 3년 뒤에 관직을 그만둠.
- 언승(彦昇): 원성왕의 왕자이자 준옹의 친동생. 동왕 10년(794년) 시중 숭빈의 후임으로 시중으로 임명됨. 관등은 잡찬. 훗날 헌덕왕으로 즉위.
- 지원(智原): 동왕 12년(796년) 여름 4월에 이찬으로서 시중이 됨. 언승은 이때 병부령으로 옮겨갔다. 1년 만에 관직을 그만둠.
- 김삼조(金三朝): 동왕 13년(797년) 가을에 지원의 후임으로 시중이 되었다. 관등은 아찬.
- 충분(忠芬): 소성왕 2년(800년) 봄 정월에 시중으로 임명됨. 관등은 미상.
- 수승(秀昇): 헌덕왕의 동생으로 애장왕 5년(804년) 봄 정월에 시중으로 임명되었다. 관등은 이찬. 훗날 흥덕왕으로 즉위.
- 김헌창(金憲昌)[3]: 김주원의 아들. 애장왕 8년(807년) 봄 정월에 이찬으로서 시중으로 임명되었다. 헌덕왕 5년(813년)에 무진주도독이 되었다가 다시 돌아와 동왕 6년(814년) 시중이 되었다. 8년(816년) 봄 정월에 또 한번 청주(菁州)도독으로 내려짐.
- 양종(亮宗): 헌덕왕 2년(810년) 봄 정월에 파진찬으로서 시중으로 임명되었다. 이듬해에 병으로 면직되었다.
- 원흥(元興): 관등은 이찬이며 동왕 3년(811년) 봄 정월에 양종의 후임으로 시중이 됨. 그의 후임은 전임 시중인 김헌창이 다시 맡았다.
- 장여(璋如): 시중 김헌창이 청주도독으로 발령된 동왕 8년(816년) 시중으로 임명되었다. 신무왕의 공신인 김양의 아버지. 관등은 파진찬.
- 김충공(金忠恭): 동왕 9년(817년) 봄 정월에 시중으로 임명되었다. 관등은 이찬. 4년 뒤인 동왕 13년(821년) 사망.
- 영공(永恭): 동왕 13년(821년) 여름 4월에 죽은 김충공의 후임으로서 시중이 됨. 관등은 이찬. 흥덕왕 2년(827년) 관직에서 물러났다.
- 김우징(金祐徵): 원성왕의 증손자. 흥덕왕 3년(828년) 봄 정월에 대아찬으로서 시중이 되었으나 3년 뒤인 동왕 6년(831년) 물러났다. 동왕 9년(834년) 봄 정월에 다시 복직해 시중이 되었다가, 이듬해 2월에 아버지 균정(均貞)이 상대등이 되자 다시 스스로 물러남. 훗날 왕위를 놓고 민애왕(閔哀王)으로 즉위하게 되는 김명(金明)과 그가 지지하던 왕제 제륭(悌隆, 훗날의 희강왕)에게 쫓겨 아버지를 잃고 청해진(淸海鎭)으로 내려가, 대사 장보고(張保皐)와 결탁해 쿠데타를 일으켜, 민애왕을 살해하고 즉위했다.
- 윤분(允芬): 동왕 6년(831년) 우징의 후임으로 시중이 되었다. 관등은 이찬. 8년(833년) 11월에 관직에서 물러났다. 후임은 전임 시중이었던 김우징.
- 김명(金明): 원성왕의 손자. 김우징이 스스로 시중 자리에서 물러난 뒤, 그의 후임으로 동왕 10년(835년) 시중이 됨. 당시 관등은 대아찬. 흥덕왕 사후 벌어진 왕위 다툼에서 아찬 이홍(利弘)ㆍ배훤백(裵萱伯) 등과 함께 김우징의 아버지 균정을 제치고 제륭이 희강왕으로 즉위하는 데에 일조했으나, 얼마 뒤 희강왕을 죽이고 자신이 스스로 즉위. 청해진의 실력을 빌린 김우징의 공격을 받고 왕위에서 쫓겨나 숨었다가 잡혀 시해되었다.
- 이홍(利弘): 희강왕의 즉위에 김명 등과 함께 공을 세웠다. 김우징의 아버지 균정을 죽인 장본인. 2년(837년) 김명이 상대등으로 옮겨가면서 이홍이 시중으로 임명됨. 당시 관등은 아찬. 이듬해(838년) 김명 등을 도와 난을 일으켜 희강왕을 자살로 몰아갔다. 김명(민애왕)이 죽은 뒤 산으로 도망쳤으나 김우징(신무왕)이 보낸 기병에게 살해되었다.
- 헌숭(憲崇): 민애왕 원년(838년) 아찬으로서 시중으로 임명되었다.
- 의종(義琮): 흥덕왕의 왕자. 문성왕 2년(840년) 봄 정월에 시중이 됨. 동왕 5년(843년) 1월에 병으로 면직되었다. 일찍이 흥덕왕 11년(836년) 정월에 사은(謝恩) 겸 숙위(宿衛)로서 당을 방문했었다.
- 양순(良順): 동왕 5년(843년) 병으로 면직된 시중 의종의 후임으로 시중으로 임명됨. 관등은 이찬. 1년 만에 물러났다. 동왕 9년(847년) 여름 5월에 파진찬 흥종(興宗) 등과 함께 반란을 일으켰다가 잡혀 처형됨.
- 김여(金茹): 동왕 6년(844년) 양순의 후임으로 시중으로 임명됨. 관등은 대아찬. 동왕 9년(847년)에 사망.
- 위흔(魏昕): 김여의 후임으로 동왕 9년(847년)에 시중으로 임명됨. 관등은 이찬. 1년 만에 관직에서 물러남.
- 김계명(金啓明): 희강왕의 아들. 위흔의 후임으로 동왕 10년(848년)에 시중으로 임명됨. 관등은 파진찬. 그의 아들이 훗날 경문왕으로 즉위하였다.
- 위진(魏珍): 경문왕 2년(862년) 아찬으로서 시중으로 임명되었다. 동왕 14년(874년) 봄 정월에 죽은 상대등 김정(金正)의 후임으로 상대등으로 옮겨감.
- 인흥(藺興): 상대등으로 옮겨간 위진의 후임으로 동왕 14년(874년) 시중으로 임명됨.
- 예겸(乂謙): 헌강왕 원년(875년) 시중으로 임명되었다. 관등은 대아찬. 동왕 6년(880년) 봄 2월에 관직에서 물러남. 그의 딸이 훗날 효공왕의 비가 되었다.
- 민공(敏恭): 관등은 이찬. 예겸의 후임으로 동왕 6년(880년) 시중으로 임명되었다. 9월 9일에 헌강왕이 좌우의 신하들과 월상루(月上樓)에 올라 사방을 둘러보면서 그에게 “짐이 듣건대 지금 민간에서는 기와로 지붕을 덮고 짚으로 잇지 않으며, 숯으로 밥을 짓고 나무를 쓰지 않는다고 하니 사실인가?”라고 묻자 민공이 자신도 일찍이 그렇게 들었다며, “임금께서 즉위하신 이래 음양(陰陽)이 조화롭고 비와 바람이 순조로워 해마다 풍년이 들어, 백성들은 먹을 것이 넉넉하고 변경은 평온하여 민간에서 즐거워하고 있으니 이것이 거룩하신 덕의 소치입니다.”라고 대답했다는 일화가 《삼국사기》에 실려있다.
- 준흥(俊興): 정강왕 원년(886년) 시중이 되었다. 관등은 이찬. 정강왕이 죽음을 두 달 앞두고 후사를 누이동생 만(曼, 훗날의 진성여왕)에게 물려줄 것을 당부하는 유조(遺詔)를 그에게 맡겼다. 효공왕 2년(898년) 서불한으로서 상대등이 되었다.
- 계강(繼康): 효공왕 2년(898년)에 시중으로 임명되었다. 관등은 아찬. 신덕왕 원년(912년)에 상대등이 됨.
- 효종(孝宗): 동왕 6년(902년)에 대아찬으로서 시중으로 임명되었다. 화랑으로 있을 때 인연이 있었던 가난한 효녀 지은과의 사연이 《삼국사기》와 《삼국유사》에 실려있다. 그의 아들이 바로 경순왕이다.
- 유렴(裕廉): 경명왕 원년(917년) 8월에 시중으로 임명되었다. 관등은 대아찬. 경순왕 5년(931년) 고려 태조가 서라벌을 방문했을 때 인질로 삼아 데리고 돌아갔다.
- 언옹(彦邕): 《삼국사기》 동왕 3년(919년)조에 상대등 김성(金成)을 각찬(角湌)으로 삼고 시중 언옹을 사찬으로 삼았다는 기록이 보인다. 하지만 언제 시중으로 임명되었는지에 대해서는 알 수 없다. 기록으로 확인할 수 있는 마지막 시중이다.

## 참고자료
《삼국사기》